# 윤하영 (1867년)
윤하영(尹夏榮, 1867~1915년)은 조선 말기의 문신이다.

## 생애
본관은 해평(海平)이며 윤승구(尹升求)의 아들이다. 1894년 식년시에 병과로 급제하여 파격적으로 16일 만에 수찬·부교리에 임명되었다.
그 뒤 독립협회 운동, 특히 1898년 이후 윤치호 등이 독립협회를 주도하여 활발하게 민권운동을 하던 시기에 적극 참여하여 총대위원(總代委員) 등으로 선출되어 의회 설립 운동을 하였다. 그해 11월 4일 중추원의관 선출을 하루 앞두고 수구파 조병식(趙秉式) 등이 독립협회 회원들이 공화정치를 하려 한다고 고종을 속여 그를 포함한 중요 회원 17명을 체포하였다.
그러나 정부는 만민공동회의 시위로 그들을 석방하였고, 중추원의관도 임명하였는데 그도 그중에 포함되었다. 대한제국 중추원 의관들이 정부 대신 후보자 11명을 선출하는 데에는 참석하지 않았지만, 역적의 혐의를 받고 일본으로 망명한 박영효를 소환하여 법부에서 그의 죄의 유무를 재판하자고 할 때에는 고발위원으로 선정되었다.
독립협회가 해산된 뒤 광무 연간에 부사과·시독관·장례원 상례(掌禮院相禮)를 지냈다.
1906년 보부상 단체인 공진회의 평의원이 되어 회장 이준과 함께 이유인(李裕寅)·구본순(具本淳)을 혹세무민하는 자라 하여 평리원에 송치하였다가 체포되었다.
1906년(~1907년 4월 5일 중추원 부찬의로 체임) 고령군수로 부임한 뒤 지역의 유력인사들과 함께 대한자강회 고령지회를 설립하여 계몽운동을 전개하였다. 보를 수축하고 세금을 감면하는 등의 개혁적인 군정을 펼쳤으며 1906년 7월 2일 고령보통학교를 개교하였다. 설립취지에서 '학문이 아니면 개명이 없음이요, 개명이 아니면 세상을 구할 수 없음이라. 열국의 부강이 학문의 이룸에서 비롯된 것이요. 우리나라가 업신여김을 받는 것은 학문이 발달하지 못함 때문이다'라는 뜻을 밝혔다.
1915년 4월 14일, 이상설등과의 연계된 독립운동을 국내에서 비밀히 하던 중, 머슴이 일경에게 밀고하여 조사를 받게되자 모든 관련 문서들을 불사르고 음독 자결하였다.

## 가족 관계
- 증조부 : 윤치헌(尹致獻)
  - 조부 : 윤병선(尹秉善)
    - 아버지 : 윤승구(尹升求)
    - 어머니 : 원주원씨, 원재항
    - 아들 : 윤영섭(尹英燮) - 자손이 없는 형, 윤구영(尹九榮)에 양자(養子) -손자 : 윤장노(尹長老), 윤명노(尹明老)
    - 아들 : 윤만섭(尹萬燮)  - 손자 : 윤상노(尹尙老), 윤기노(尹機老), 윤항노(尹姮老)

## 참고 자료
- 고종실록(高宗實錄)
- 문품안(文品案)
- 구한국관원이력서(舊韓國官員履歷書)
- 속음청사(續陰晴史)
- 이준선생전(李儁先生傳, 柳子厚, 東方文化社, 1947)
- 독립협회연구(獨立協會硏究, 愼鏞廈, 一潮閣, 1976)
- 윤하영(尹夏榮) - 한국학중앙연구원